# Mistrzostwa Świata w Kolarstwie Torowym 2012
109. Mistrzostwa Świata w Kolarstwie Torowym 2012 − zawody sportowe, które odbyły się w dniach 4-8 kwietnia 2012 w kompleksie sportowym Hisense Arena w australijskim Melbourne. W programie mistrzostw znalazło się dziewięć konkurencji dla kobiet: sprint indywidualny, sprint drużynowy, wyścig na dochodzenie wyścig punktowy, wyścig na 500 m, scratch keirin, wyścig drużynowy na dochodzenie i omnium oraz dziesięć konkurencji dla mężczyzn: sprint indywidualny, sprint drużynowy, wyścig indywidualny na dochodzenie, wyścig drużynowy na dochodzenie, wyścig punktowy, wyścig ze startu zatrzymanego, wyścig na 1 km, wyścig drużynowy na dochodzenie, madison, keirin, scratch i omnium.

## Medaliści

### kobiety
| Konkurencja                        | Data            | Złoto                                                          | Srebro                                                            | Brąz                                                       |
| ---------------------------------- | --------------- | -------------------------------------------------------------- | ----------------------------------------------------------------- | ---------------------------------------------------------- |
| sprint drużynowy                   | 4 kwietnia 2012 | Niemcy · Miriam Welte · Kristina Vogel                         | Australia · Kaarle McCulloch · Anna Meares                        | Chiny · Gong Jinjie · Guo Shuang                           |
| wyścig drużynowy na dochodzenie    | 5 kwietnia 2012 | Wielka Brytania · Laura Trott · Joanna Rowsell · Danielle King | Australia · Annette Edmondson · Melissa Hoskins · Josephine Tomic | Kanada · Tara Whitten · Jasmin Glaesser · Gillian Carleton |
| wyścig punktowy (25 km)            | 5 kwietnia 2012 | Anastasija Czułkowa                                            | Jasmin Glaesser                                                   | Caroline Ryan                                              |
| scratch (10 km)                    | 6 kwietnia 2012 | Katarzyna Pawłowska                                            | Melissa Hoskins                                                   | Kelly Druyts                                               |
| sprint indywidualny                | 6 kwietnia 2012 | Victoria Pendleton                                             | Simona Krupeckaitė                                                | Anna Meares                                                |
| omnium                             | 7 kwietnia 2012 | Laura Trott                                                    | Annette Edmondson                                                 | Sarah Hammer                                               |
| keirin                             | 7 kwietnia 2012 | Anna Meares                                                    | Jekatierina Gnidienko                                             | Kristina Vogel                                             |
| wyścig indywidualny na dochodzenie | 8 kwietnia 2012 | Alison Shanks                                                  | Wendy Houvenaghel                                                 | Ashlee Ankudinoff                                          |
| 500 m na czas                      | 8 kwietnia 2012 | Anna Meares                                                    | Miriam Welte                                                      | Jessica Varnish                                            |

### mężczyźni
| Konkurencja                        | Data            | Złoto | Srebro                                                                    | Brąz                                                                |
| ---------------------------------- | --------------- | --- | ------------------------------------------------------------------------- | ------------------------------------------------------------------- |
| wyścig drużynowy na dochodzenie    | 4 kwietnia 2012 | Wielka Brytania · Steven Burke · Edward Clancy · Peter Kennaugh · Geraint Thomas · Andrew Tennant (eliminacje) | Australia · Jack Bobridge · Michael Hepburn · Glenn O’Shea · Rohan Dennis | Nowa Zelandia · Aaron Gate · Sam Bewley · Westley Gough · Marc Ryan |
| scratch (15 km)                    | 4 kwietnia 2012 | Ben Swift | Nolan Hoffman                                                             | Wim Stroetinga                                                      |
| sprint drużynowy                   | 4 kwietnia 2012 | Australia · Shane Perkins · Matthew Glaetzer · Scott Sunderland                                                | Francja · Grégory Baugé · Kévin Sireau · Michaël D’Almeida                | Nowa Zelandia · Ethan Mitchell · Sam Webster · Edward Dawkins       |
| 1 km ze startu zatrzymanego        | 5 kwietnia 2012 | Stefan Nimke                                                                                                   | Michaël D’Almeida                                                         | Simon van Velthooven                                                |
| omnium (1 km)                      | 6 kwietnia 2012 | Glenn O’Shea                                                                                                   | Zachary Bell                                                              | Lasse Norman Hansen                                                 |
| wyścig indywidualny na dochodzenie | 7 kwietnia 2012 | Michael Hepburn                                                                                                | Jack Bobridge                                                             | Westley Gough                                                       |
| sprint indywidualny                | 7 kwietnia 2012 | Grégory Baugé                                                                                                  | Jason Kenny                                                               | Chris Hoy                                                           |
| wyścig punktowy (40 km)            | 7 kwietnia 2012 | Cameron Meyer                                                                                                  | Ben Swift                                                                 | Kenny De Ketele                                                     |
| keirin                             | 8 kwietnia 2012 | Chris Hoy | Maximilian Levy                                                           | Jason Kenny                                                         |
| madison (50 km)                    | 8 kwietnia 2012 | Belgia · Kenny De Ketele · Gijs Van Hoecke                                                                     | Wielka Brytania · Ben Swift · Geraint Thomas                              | Australia · Leigh Howard · Cameron Meyer                            |

## Reprezentacja Polski

### kobiety
- Małgorzata Wojtyra − dyskwalifikacja (wyścig drużynowy na dochodzenie), 12. (omnium)
- Eugenia Bujak − 16. (wyścig indywidualny na dochodzenie), dyskwalifikacja (wyścig drużynowy na dochodzenie)
- Katarzyna Pawłowska − 15. (wyścig indywidualny na dochodzenie), dyskwalifikacja (wyścig drużynowy na dochodzenie), 8. (wyścig punktowy), złoty medal (scratch)

### mężczyźni
- Damian Zieliński − 9. (sprint drużynowy), 26. (sprint)
- Maciej Bielecki − 9. (sprint drużynowy)
- Kamil Kuczyński − 15. (1 km ze startu zatrzymanego), 9. (sprint drużynowy), odpadł w repasażach (keirin)
- Adrian Tekliński − 16. (1 km ze startu zatrzymanego)
- Rafał Ratajczyk − 12. (omnium), 7. (wyścig punktowy)
- Grzegorz Stępniak (rezerwowy)

## Tabela medalowa
| Miejsce | Państwo           |   |   |   | Razem |
| ------- | ----------------- | - | - | - | ----- |
| 1.      | Australia         | 6 | 6 | 3 | 15    |
| 2.      | Wielka Brytania   | 6 | 4 | 3 | 13    |
| 3.      | Niemcy            | 2 | 2 | 1 | 5     |
| 4.      | Francja           | 1 | 2 | 0 | 3     |
| 5.      | Rosja             | 1 | 1 | 0 | 2     |
| 6.      | Nowa Zelandia     | 1 | 0 | 4 | 5     |
| 7.      | Belgia            | 1 | 0 | 2 | 3     |
| 8.      | Polska            | 1 | 0 | 0 | 1     |
| 9.      | Kanada            | 0 | 2 | 1 | 3     |
| 10.     | Litwa             | 0 | 1 | 0 | 1     |
| 10.     | RPA               | 0 | 1 | 0 | 1     |
| 12.     | Chiny             | 0 | 0 | 1 | 1     |
| 12.     | Dania             | 0 | 0 | 1 | 1     |
| 12.     | Holandia          | 0 | 0 | 1 | 1     |
| 12.     | Irlandia          | 0 | 0 | 1 | 1     |
| 12.     | Stany Zjednoczone | 0 | 0 | 1 | 1     |